# Монтелеоне ди Фермо
Монтелео̀не ди Фѐрмо (на италиански: Monteleone di Fermo, на местен диалект Monteleò, Монтелео) е село и община в Централна Италия, провинция Фермо, регион Марке. Разположено е на 427 m надморска височина. Населението на общината е 437 души (към 2011 г.).
До 2004 г. общината е част от провинция Асколи Пичено, когато участва в новата провинция Фермо.